# 사랑의 불길
<사랑의 불길>은 대한민국의 여성 싱어송라이터 장덕에 의해 작사 · 작곡된 곡이다. 장덕의 2번째 정규 음반 《사랑하지 않을래》의 B면 머릿곡으로 수록되어 발표되었다. 